# Résistance autonome
 (juillet 2023).
Résistance autonome (ukrainien:Автономний Опір) est une organisation ukrainienne nationaliste de gauche fondée en 2009 sous le nom de « Résistance autonome occidentale ». En octobre 2013, un article de synthèse est publié sur l'évolution idéologique du mouvement « Résistance autonome » dans les rapports nationaux, sociaux et politiques dans le sens national-révolutionnaire de 2009 à 2013. Depuis 2013, "Autonomous Opir" a commencé à professer une idéologie de gauche et à coopérer avec des organisations de gauche, telles que le syndicat de gauche "Protection du travail" d'Oleg Vernyk. "Résistance autonome" est en conflit avec les organisations conservatrices-nationalistes de droite "Svoboda" et la Fondation du futur (anciennement C14).

## Activité
« Résistance autonome » a pris forme en 2009, lorsque le site Web « Reaktor » a commencé à fonctionner dans un nouveau format. Au cours de l'année, 22 sociétés autonomes ont été créées, notamment à Kiev, Lviv, Vinnytsia, Ternopil, Dnipro, Zaporizhzhia, Mykolaïv, Odessa, Sébastopol, Simferopol, Kherson, Tchernihiv et d'autres villes. La première société "JSC" a été créée à Lviv le 15 juillet 2009.
Le site Reactor a publié un certain nombre d'articles idéologiques, tactiques d'actions du Black Bloc (vêtements noirs, masques noirs ou lunettes de soleil lors des manifestations), qu'est-ce que Straight Edge (valeurs d'un mode de vie sain ) , etc. Il y avait aussi le magazine du réseau "Strike" a été lancé, le premier numéro du magazine "Nouvel Ordre" a été publié.
La première action de masse de "AO" a été la marche du 1er mai à Kiev, à laquelle environ 500 personnes ont participé. Au total, environ 40 manifestations et actions publiques ont eu lieu au cours de l'année, dont les plus importantes ont été la marche du 1er mai et la marche autonome de l' UPA à Kiev. En outre, 10 actions directes ont été menées, dont 1 incendie criminel. Il y a eu 2 cas importants de persécution politique par les autorités et la police - la dispersion et la détention de militants lors de la marche des supporters de football à Simferopol et lors de la marche de l'UPA à Zaporizhzhia, où un député du Parti des régions a tiré et blessé plusieurs personnes autonomes personnes avec une arme traumatisante.
En 2010, 18 autres associations de nationalistes autonomes ont été formées, en particulier à Donetsk, Kryvyi Rih, Nizhyn, Poltava, Rivne, Sumy et Cherkasy. La ressource de campagne et de propagande "Landmarks" a également été créée et le site officiel de la "Résistance autonome" - "Opir.info" a été ouvert , qui fonctionne toujours aujourd'hui.
Au cours de cette année, environ deux cents actions publiques ont eu lieu : de nombreuses marches et piquets de grève différents, des actions de soutien et de solidarité avec les prisonniers d'opinion, des actions sur des sujets sociaux - contre le nouveau code du travail, en soutien aux travailleurs de PGZK, des éco-actions , marches de la jeunesse en bonne santé pour ZSZ . Les plus grandes actions ont été la première marche aux flambeaux à la mémoire des héros Krut à Lviv (environ 1 000 participants) et la Marche du Grand Esprit à Lviv, dédiée à la mémoire des soldats de la division "Galichyna" (plus de 2 000 participants) . En 2010, 13 concerts, soirées de créativité révolutionnaire et autres manifestations culturelles ont eu lieu.
L'initiative caritative des nationalistes autonomes "Sincere Heart" pour aider les orphelins, les orphelinats et les familles à faible revenu mérite une attention particulière.
Au cours de l'année, 21 actions directes ont été menées dont 3 ont été couronnées de succès. En ce qui concerne les militants de la résistance autonome, 10 cas de persécution par les autorités ont été enregistrés, en particulier, Oleksiy Makarov a été arrêté, il a été interdit de tenir une marche le 1er mai à Kiev, il y a eu des tentatives des services spéciaux pour rendre l'autonomie personnes impliquées dans l'explosion près du club de bingo.
En 2011, 15 autres sociétés "JSC" sont apparues, notamment à Uzhhorod, Chernivtsi, plusieurs villes de la région de Lviv. Au cours de l'année, plusieurs articles idéologiques marquants ont été publiés - "Ahead of Communism", "Axioms of Social-Nationalism", "What is Equality", "Being a Nationalist". Le 11 février, une interview détaillée est donnée par des représentants de la « Résistance autonome » pour le site Internet « Molotoff.info ».
Au cours de l'année, environ 200 actions diverses ont eu lieu, en particulier, "AO" a pris une part active à la vague de protestations contre les répressions politiques "Un pour tous et tous pour un" et "La liberté est honnête!", des actions pan-ukrainiennes ont été organisées en soutien à Oleksiy Makarov, Igor Hannenko et Oleksandr Ogorodnikov, des actions de solidarité avec les participants aux manifestations en Russie et avec les travailleurs du Kazakhstan. Les marches particulièrement nombreuses ont été la marche du 1er mai contre le capitalisme à Ternopil, la marche du Grand Esprit à Lviv, dédiée à la mémoire des soldats de la division Galice, la marche "Volonté au peuple, volonté au peuple!". à Lviv, dédié au 69e anniversaire de la création de l'armée insurrectionnelle ukrainienne . La plus importante a été la marche aux flambeaux en l'honneur des héros Krut à Lviv, à laquelle plus de 3 000 personnes ont participé.
Toujours en 2011, la première conférence pan-ukrainienne "AO" s'est tenue à Ternopil le 1er mai et le 17 octobre à Lviv, la conférence internationale "Liberté aux peuples - liberté à l'homme" s'est tenue, au cours de laquelle, outre les Ukrainiens , nationalistes lettons, gars de la "Volnitsa" russe et nationalistes autonomes biélorusses
Des projets tels que "ZSUV" - "Sports sains des rues ukrainiennes" ont été fondés par "AO" pour promouvoir le sport et un mode de vie sain, et SAWB - une communauté de graffeurs et d'artistes de rue qui s'opposent au système et à ses valeurs imposées de consommation et multiculturalisme .
Au cours de l'année, 18 actions directes ont été menées dont 3 ont été couronnées de succès. Des actions impliquant la peinture de murs à l'effigie de Ianoukovitch avec une balle dans la tête ont fait l'objet d'une grande publicité et des poursuites pénales ont été ouvertes par la police. En outre, "AO" a participé à la "célébration" du 9 mai à Lviv, agissant activement dans les affrontements avec "Berkut" et les communistes .
Cette année, 6 cas de répression politique contre des membres de "AO" ont été enregistrés, notamment à Soumy, la condamnation d'Oleksandr Ogorodnikov pour avoir incendié le bureau du Parti des Régions, l'arrestation de partisans de la ville de Melitopol. En juin 2011, Oleksiy Makarov, un prisonnier politique précédemment condamné par les autorités, a été libéré et s'est rendu en Suède, où il a obtenu l'asile politique.
En 2011, 6 événements culturels ont eu lieu, en particulier, le club de cinéma révolutionnaire "TopSecretCinema" a été ouvert.
En 2012, un grand nombre de documents idéologiques ont été publiés, dont les articles « L'État comme ennemi du peuple », « Trois principes du nationalisme révolutionnaire », « Division du travail et socialisme ».
Le mouvement écologique et de protection des animaux "Résistance écologique" et l'initiative littéraire et éducative "Philosophie de la protestation" et le projet musical "Protestation - la voix des rues" ont été créés . La réalisation la plus importante de 2012 a été la création du centre social "Citadelle" en été par la branche de Lviv, avec le soutien d'autres villes et pays, que les militants ont construit à leurs propres frais et avec leurs propres efforts. Une salle de sport a été construite dans les locaux et des soirées littéraires et bardiques, des concerts, des projections de films, des fêtes et d'autres événements ont été régulièrement organisés.
En 2012, plus de 300 actions ont eu lieu, en particulier une conférence internationale à grande échelle a eu lieu en mars, à laquelle ont participé des représentants des principaux mouvements nationalistes d'Ukraine, de Russie, de Biélorussie, de Pologne et d'Italie. Au cours de l'année, un grand nombre d'éco-actions, de soirées littéraires et de bardes, de piquets et de rassemblements sociaux, de manifestations contre le système de transport à Lviv et Vinnytsia, ainsi que de marches ont eu lieu, parmi lesquelles la plus importante était la marche du 1er mai à Vinnytsia , le défilé de Vysyvanok, "Volonté au peuple ! Will to a person!", Marche aux flambeaux en mémoire des Héros de Krut , Marche en l'honneur de Nestor Makhn, " Marche du peuple libre ", ainsi que la marche " La liberté est honnête ! " contre la répression politique, qui a rassemblé plus de 3 000 personnes. L'initiative "ZSUV" organise le premier tournoi d'arts martiaux mixtes "Invincible" à Vinnytsia.
Au cours de l'année, de nombreuses actions directes ont été menées, dont trois attaques contre des bureaux et des tentes du Parti des régions à Lviv, Kryvyi Rih et Stryi.
6 cas de répression politique contre des nationalistes autonomes ont été enregistrés, en particulier, un certain nombre d'affaires pénales ont été ouvertes par la police et le SBU contre les nationalistes autonomes de Lviv pour l'action commémorative de Mykola Lemyk, l'attaque contre la tente du Parti des régions et une piquetage non autorisé contre l'État. L'autonomiste Kryvyi Rih, accusé d'avoir incendié le bureau du Parti des régions, a été condamné avec sursis.
En octobre 2012, "Résistance autonome" a déclaré qu'il ne soutenait aucun parti lors des élections à la Verkhovna Rada et a appelé à une annulation massive des bulletins de vote. Des citoyens de toute l'Ukraine ont envoyé plus de 100 photos de bulletins de vote annulés, à partir desquels une exposition en ligne a été organisée.
L'année 2013 a été marquée par le début d' une activité syndicale à grande échelle et de protestations sociales aux côtés de la population. Avec le syndicat "Labour Protection", les autonomistes ont lancé une lutte contre l'exploitation du travail par les employeurs, les constructions illégales et les arnaques au personnel. En mars, des militants de Kiev et des mineurs ont pris d'assaut la Fédération des syndicats d'Ukraine et ont exigé la remise des dettes dues aux travailleurs. Depuis mai, la branche de Lviv proteste activement contre les constructions illégales et les expulsions de résidents des dortoirs, pour lesquelles elle fait l'objet d'une répression de la part de membres de Svoboda. Le mouvement mène une propagande active et des activités pratiques pour la création de collectivités territoriales en tant qu'instruments du pouvoir populaire direct.
Au cours de l'année, on observe le développement rapide du centre social "Citadelle" - les militants agrandissent les locaux à leurs propres frais et aménagent une grande salle de sport avec une cage en anneau, qui est actuellement considérée comme la meilleure de Lviv. Environ 200 personnes visitent le Centre social chaque jour.
Tout au long de l'année, plus de 300 actions ont eu lieu, dont les plus importantes ont été la procession aux flambeaux à la mémoire des Héros de Krut et la marche non autorisée en l'honneur de Nestor Makhn. Le 1er mai, la police de Kiev a interrompu la marche du 1er mai, détenant illégalement plus de 30 militants de la "Résistance autonome". Le fonctionnement réussi de l'agence d'information indépendante "Prometheus" a commencé et le premier numéro du journal "Opir" a été publié cet été.
En 2013, un grand nombre de répressions politiques contre les militants de la "Résistance autonome" ont été enregistrées, cette fois par les autorités actuelles de Lviv - le parti "Svoboda": en avril, le parti a utilisé des méthodes de raid pour emporter le Vysyvanok traditionnel Défilé de la "Résistance autonome", en juin et en août, le député du peuple de sécurité Yury Mykhalchyshyncommet des massacres physiques contre les militants et perturbe les piquets anti-construction. Selon la déclaration écrite par Mykhalchyshyn à la police, où il accuse les autonomistes de "menacer la vie et la santé du député du peuple", une procédure pénale a été ouverte et un certain nombre de perquisitions et d'interrogatoires de militants ont été menés. En octobre, l'adjoint du peuple rédige plusieurs autres déclarations à la police, faisant pression sur "l'Opir autonome" et la direction de l'usine "Iskra", exigeant de la police la fermeture du Centre social "Citadelle", centre de jeunesse et de sport centre. Le 13 octobre, les députés de la voïvodie « Svoboda » ainsi que la police bloquent la marche traditionnelle « La volonté du peuple ! La volonté de l'homme !" en l'honneur de l'UPA. Sur ordre du parti « Berkut » , il arrête 58 militants du mouvement et ouvre des poursuites pénales. Au cours de plusieurs mois, une série d'interrogatoires, de menaces et de pressions ont eu lieu.